# Battaglia di Calgurrus
La battaglia di Calgurrus fu un importante scontro militare che vide contrapporsi gli ultimi eserciti mariani in Spagna, guidati dall'abile generale Quinto Sertorio e le truppe della Repubblica guidate da Pompeo e da Metello. La battaglia vide la vittoria mariana, ma la guerra venne infine vinta dalle truppe repubblicane dopo l'assassinio di Sertorio istigato dal suo luogotenente Perperna, il quale sarebbe poi stato sconfitto e ucciso da Pompeo. La guerra contro Sertorio iniziò dopo la fine della guerra civile che aveva visti contrapposti Gaio Mario e Lucio Cornelio Silla. Dopo la sconfitta del primo, Sertorio si era rifugiato all'interno della Spagna, dove contava sulle clientele di Mario e sui buoni rapporti che intratteneva con le tribù celtibere. Dopo aver sconfitto due spedizioni militari, contro di lui venne mandato lo sperimentato generale Metello. Quest'ultimo però, dopo tre anni non era ancora riuscito a porre fine al ribelle, ed in suo aiuto venne mandato Pompeo.
Quest'ultimo ottenne il comando dopo una campagna denigratoria contro Metello, ed approfittando delle sue amicizie altolocate e della fama che le campagne in Sicilia ed in Africa gli avevano procurato. In Sicilia Pompeo affrontò e sconfisse Marco Perperna, ora luogotenente di Sertorio in Spagna. Prospettando al senato di poter mettere fine alla guerra in pochi mesi, una volta in Spagna venne umiliato a Lauro dal più abile ed elusivo Sertorio, che gli massacrò un'intera legione. Poi venne nuovamente sconfitto nella battaglia di Jucar, mentre Metello sconfiggeva in battaglia Perperna e le tribù celtibere; i suoi sforzi videro la presa di Valencia, principale base di approvvigionamento per Sertorio ed il suo esercito. Così Sertorio marciò contro i due eserciti riuniti, raccogliendo con sé Perperna. Vicino a Calgurrus avvenne quindi lo scontro.
Le principali fonti per la battaglia sono Appiano con il suo Bellum Hispaniense e Plutarco con le sue Vite Parallele, nelle quali sono incluse quelle di Sertorio e Pompeo. I  due cronisti ci informano sul numero dei due eserciti in modo molto preciso: Pompeo disponeva di 15 000 fanti e 3 000  cavalieri, Metello di 20 000 fanti e 2 000 cavalieri; i due eserciti riuniti arrivavano a contare 35 000 fanti e 5 000 cavalieri, per un totale di 40 000 uomini; Sertorio invece disponeva di circa 20 000 fanti e 5 000 cavalieri; era quindi inferiore in numero ai due avversari.

## Svolgimento
Sertorio, una volta arrivato sul posto, decise di attestarsi sull'Ebro, ponendo un contingente di uomini al comando di Perperna su un colle, con l'ordine di inscenare una ritirata per poi attaccare il nemico che inseguiva; contro Pompeo si piazzò lo stesso Sertorio , che però nascose la cavalleria dietro le linee. Appena notata la disposizione dello schieramento nemico, Pompeo attaccò Sertorio che riuscì, però, a sopportare l'attacco ed a respingere il nemico. Come ci dice Appiano il combattimento fu molto duro, e lo stesso Pompeo venne ferito durante lo scontro, mentre molti fanti caddero da parte sua. Intanto Metello decise di attraversare l'Ebro, sconfiggere Perperna e aggirare Sertorio sul fianco ora scoperto per l'apparente mancanza di cavalleria. Perperna venne sconfitto, ma la cavalleria di Metello venne completamente sterminata tra il colle ed il fiume da quella di Sertorio che attaccò Metello.
Inoltre, Perperna volse improvvisamente i suoi contro Metello che si ritrovò così circondato; Pompèeo lo soccorse, ma venne sconfitto da Perperna, mentre Sertorio circondava e distruggeva buona parte dell'esercito di Metello. Perperna si unì all'attacco, ma venne respinto. Sertorio, allora, fece intervenire una riserva nascosta che sorprese la retroguardia di Metello, che si dette alla fuga. Solo grazie ad un'audace azione di Pompeo che con quel che rimaneva della cavalleria aveva ricacciato indietro Perperna che l'esercito repubblicano riuscì a fuggire. Nonostante la grande vittoria, poche settimane dopo l'esercito di Pompeo sconfiggeva i celtiberi mentre Metello occupava sia pur per poco Sagunto, isolando Sertorio; poi la guerra venne vinta solo grazie alla morte di Sertorio ad opera di Perperna, che venne definitivamente sconfitto da Pompeo presso Sagunto. La guerra era finita.

## Fonti
- Appiano, Bellum Hispaniensi
- Plutarco, Vita di Sertorio
- Plutarco, Vita di Pompeo
- Frediani, Grandi Condottieri di Roma antica.